# Comuna de Maszewo
Maszewo (polaco: Gmina Maszewo) é uma gminy (comuna) na Polónia, na voivodia de Pomerânia Ocidental e no condado de Goleniowski.
De acordo com os censos de 2005, a comuna tem 8.286 habitantes, com uma densidade 39,4 hab/km².

## Área
Estende-se por uma área de 210,51 km².

## Demografia
Dados de 30 de Junho 2004:
|                      | Total   | Total | Mulheres | Mulheres | Homens  | Homens |
| -------------------- | ------- | ----- | -------- | -------- | ------- | ------ |
|                      | pessoas | %     | pessoas  | %        | pessoas | %      |
| População            | 8286    | 100   | 4186     | 50,5     | 4100    | 49,5   |
| Densidade (pop./km²) | 39,4    | 100   | 19,9     | 19,9     | 19,5    | 19,5   |

De acordo com dados de 2002, o rendimento médio per capita ascendia a 1365,32 zł.